# Ваш (медьє)
Ваш (угор. Vas) — медьє на заході Угорщини біля кордону з Австрією та Словенією. Межує з медьє Дєр-Мошон-Шопрон, Веспрем і Зала. Адміністративний центр — Сомбатгей.
Найбільші міста: Сомбатгей, Шарвар, Кьорменд, Кьосег.